# Philip Fischer

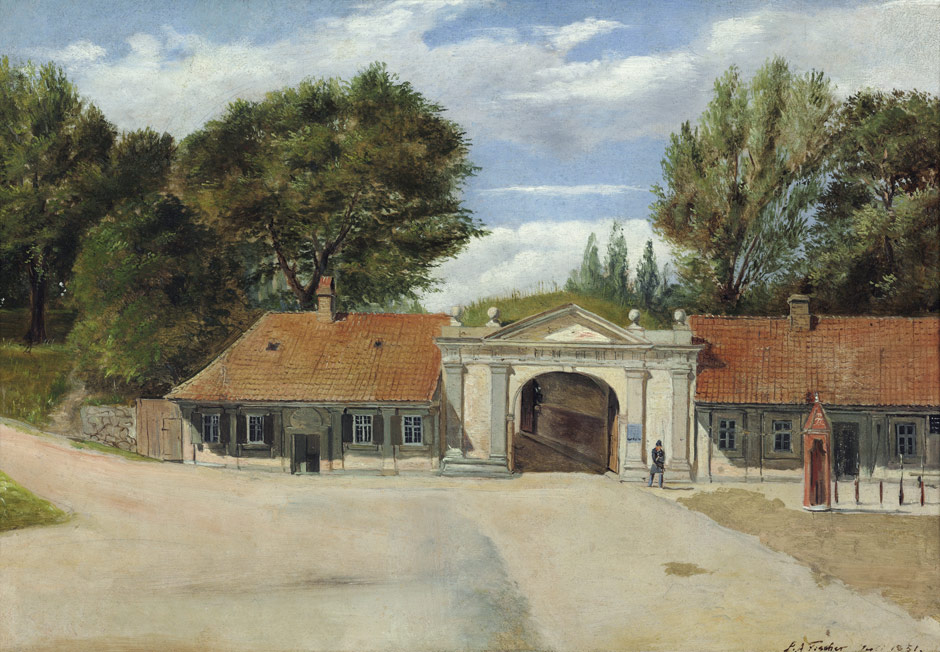
Blick auf das Kastellet in Kopenhagen, 1851

Philip August Fischer (* 1. April 1817 in Rudkøbing; † 12. August 1907 in Kopenhagen) war ein dänischer Maler, Malermeister und Firnisfabrikant.

## Leben
Philip Fischer, Spross einer jüdischen Kaufmannsfamilie, Sohn des Lebensmittelkaufmanns und späteren Viehzüchters Philipp Fischer senior, strebte nach abgeschlossener Malerlehre entgegen der Familientradition eine Karriere als Kunstmaler an. Er begann eine Kunstausbildung an der Kunstakademie Kopenhagen, die er jedoch nicht beendete. Fischer, der in den Jahren 1843, 1851 und 1852 auf Schloss Charlottenborg ausstellte, etablierte sich in weiterer Folge beruflich als Firnisfabrikant. 
Philip Fischer heiratete am 2. Juni 1853 in Kopenhagen die gebürtige Schwedin Gustafva Albertina Svedgren. Seine zwei Söhne August und Paul träumten ebenfalls von einer ihm verwehrt gebliebenen Künstlerkarriere, wobei Paul seinen Traum realisieren konnte. Philip Fischer starb am 12. August 1907 in Kopenhagen und wurde auf dem Frederiksberg Ældre Kirkegård beigesetzt.

## Werke
- Porträt eines Offiziers, 1842
- Ecke eines Bauernhauses, Kirkelte 1847
- Lot von East Gate, 1851, ausgestellt im Kopenhagener Stadtmuseum